# 採石工人
採石工人（法语：Les Casseurs de pierres）又稱碎石工，是法国画家古斯塔夫·库尔贝於1849年創作的一幅画。这是一幅社会现实主义作品，畫中一名年輕的農民和一个老年農民正在將石头打碎 。
採石工人於1850年首次在巴黎沙龍展出。作为一幅现实主义的作品，該繪畫涉及到日常生活的场景。这幅画創作的目的是展示贫困人民的艰苦劳动。畫中人物的脸並沒有露出，意味著這兩位農民代表了普羅大眾而不是具体的某个人。
1945年2月，一辆运输车將包括採石工人在內的154幅画作运往德累斯顿附近的國王岩堡壘，結果途中運輸車被盟军轰炸，154幅画作全部被毁。